# كارل الثاني، أرشيدوق النمسا
أرشيدوق كارل فرانسيس الثاني من النمسا (3 يونيو 1540 - 10 يوليو 1590) هو أرشيدوق النمسا وحاكم النمسا الداخلية (كارينثيا،ستيريا،كارنيولا)، هو أبن الثالث لـ فرديناند الأول إمبراطور روماني مقدس وآنا من بوهيميا والمجر، كانت هناك مفاوضات لزواجه من إليزابيث الأولى ملكة إنجلترا ثم من ماري ستيوارت، ملكة الاسكتلنديين، ومع ذلك أصبحت هذه المفاوضات في نهاية المطاف فاشلة.
تزوجت أخيراً من قربيه ماريا آنا من بافاريا هي أبنة ألبرت الخامس، دوق بافاريا، انجبت له حوالي 15 أبناً بما في ذلك في المستقبل فرديناند الثاني، إمبراطور روماني مقدس.